# NGC 881
 NGC 881 ist eine Balken-Spiralgalaxie vom Hubble-Typ SBc im Sternbild Walfisch südlich des Himmelsäquators. Sie ist schätzungsweise 235 Millionen Lichtjahre von der Milchstraße entfernt und hat einen Durchmesser von etwa 125.000 Lichtjahren.
Im selben Himmelsareal befinden sich unter anderem die Galaxien NGC 883, PGC 8790, PGC 165337, PGC 1031324.
Die Typ-Iap-Supernova SN 2011hk wurde hier beobachtet.
Das Objekt wurde das Objekt am 10. September 1785 vom deutsch-britischen Astronomen William Herschel entdeckt.